# アルバニー・レコード
アルバニー・レコード（Albany Records）は、とりわけ現代音楽を中心に扱ったアメリカ合衆国のレコードレーベル。1987年、ピーター・ケルマニによってニューヨークのオールバニに設立された。

## 参照
- レコード会社一覧